# Elliott (Illinois)
Pour les articles homonymes, voir Elliott.
Elliott est un village du comté de Ford dans l'Illinois, aux États-Unis,. Situé au Sud du comté, il est incorporé le 10 juillet 1903. Le village est baptisé à la mémoire de Samuel Elliott, propriétaire terrien.

## Démographie
Lors du recensement de 2010, le village comptait une population de 295 habitants. Elle est estimée, en 2016, à 282 habitants.

## Source de la traduction
- (en) Cet article est partiellement ou en totalité issu de l’article de Wikipédia en anglais intitulé « Elliott, Illinois » (voir la liste des auteurs).